# Casa al carrer de Sant Nicolau, 6 (Vielha)
Casa al carrer de Sant Nicolau, 6 és una casa de Viella, al municipi de Vielha e Mijaran (Vall d'Aran) inclosa a l'Inventari del Patrimoni Arquitectònic de Catalunya.

## Descripció
Casa de tipologia tradicional aranesa, amb façana a dos carrers i coberta a quatre vessants. La porta està situada a la façana que dona al carrer de Sant Nicolau, presenta llinda i està decorada amb una petita motllura. Sobre aquesta hi ha un medalló amb un marge gravat amb incisions obliqües que imiten una corda, a l'interior del qual hi apareix gravada una inscripció il·legible, similar al que apareix a la Capella de la Mare de Déu de la Pietat.
A l'altra façana apareix en el pis inferior una petita espitllera i en el superior una finestra tapiada, amb guardapols i motllures.